# Giustizierato

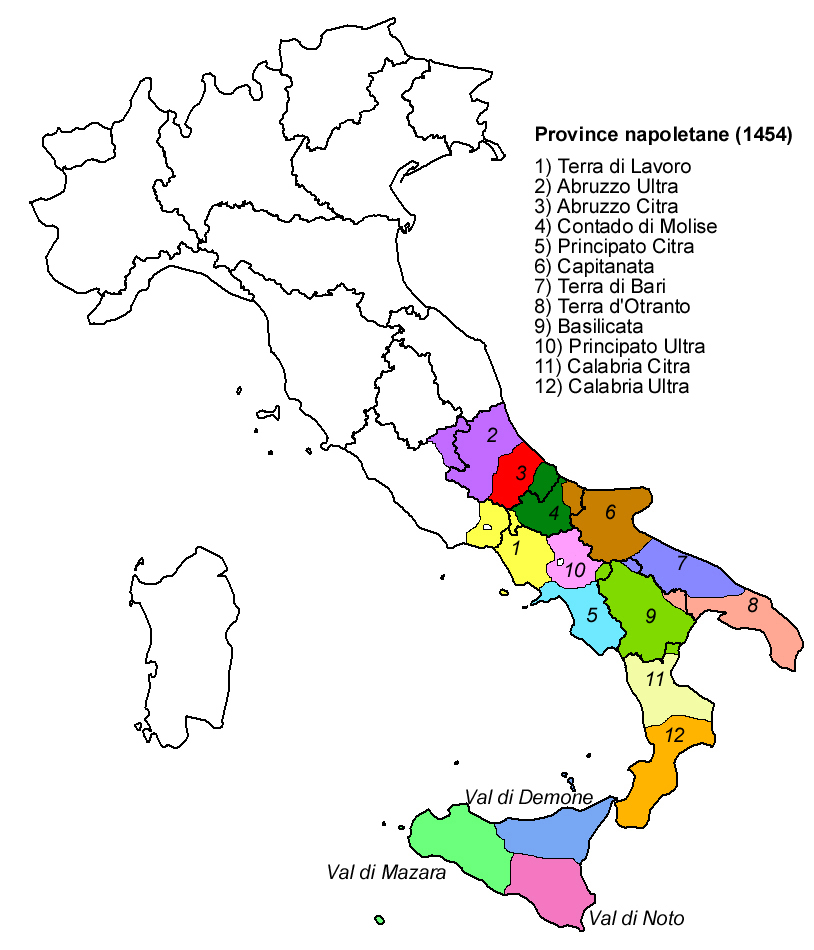
Mapa amb la divisió administrativa de les Dues Sicílies

Giustizierato, giustizierati en plural, eren les divisions administratives, assimilables a les províncies espanyoles, en què estava dividit el Regne de Nàpols durant el període en què va estar governat per les dinasties Hohenstaufen i Anjou. La divisió original va ser establerta en 1231 a la constitució de Melfi, obra de Frederic II Hohenstaufen; posteriorment alguns dels  giustizierati  van ser subdividits. Amb l'adveniment de la dominació aragonesa aquesta denominació es va perdre, han canviat de nom simplement com províncies, encara que la seva extensió territorial es va mantenir.
| Províncies o giustizierati de Nàpols |                            | |
| Denominació                          | Capital                    | Notes |
| Abruzzo Ultra                        | L'Aquila                   | Originalment eren una sola província. Alfons I va dividir els Abruzzi en dos.                                                                 |
| Abruzzo Citra                        | Chieti                     | Originalment eren una sola província. Alfons I va dividir els Abruzzi en dos.                                                                 |
| Terra di Lavoro                      | Càpua                      | |
| Comtat de Molise                     | Campobasso                 | |
| Principat Ultra                      | Montefusco                 | Dividits en dues a partir del territori de l'antic Ducat de Benevent.                                                                         |
| Principat Citra                      | Salern                     | Dividits en dues a partir del territori de l'antic Ducat de Benevent.                                                                         |
| Capitanata                           | San Severo, Lucera, Foggia | Originalment eren una sola província, nomenada Pulla o Puglia. Alfons I la va dividir en tres.                                                |
| Terra di Bari                        | Bari                       | Originalment eren una sola província, nomenada Pulla o Puglia. Alfons I la va dividir en tres.                                                |
| Terra d'Otranto                      | Lecce                      | Originalment eren una sola província, nomenada Pulla o Puglia. Alfons I la va dividir en tres.                                                |
| Basilicata                           | Lagonegro, Potenza, Matera | |
| Calàbria Citra                       | Cosenza                    | Van ser dividits en dos per Frederic II Hohenstaufen. Calàbria Citra era coneguda també com Val di Crati, i Calàbria Ultra com Terra Jordana. |
| Calàbria Ultra                       | Reggio, Catanzaro          | Van ser dividits en dos per Frederic II Hohenstaufen. Calàbria Citra era coneguda també com Val di Crati, i Calàbria Ultra com Terra Jordana. |

Posteriorment, a finals del segle xvii, Calàbria Ultra i Abruzzo Ultra serien dividides cadascuna d'elles en dues noves províncies. El 1807 es va formar la província de Nàpols a partir de Terra di Lavoro.